# Dąbrowa (powiat kościerski)
Dąbrowa (dodatkowa nazwa w j. kaszub. Dąbrowa) – wieś kaszubska w Polsce, położona w województwie pomorskim, w powiecie kościerskim, w gminie Karsin.
W latach 1975–1998 miejscowość należała administracyjnie do województwa gdańskiego.

## Nazwy źródłowe miejscowości
niem. Dombrowo, dawniej Hogedamerow